# Stole Popov
Stole Popov (en macédonien Столе Попов), né le 20 août 1950 à Skopje, en République socialiste de Macédoine, est un réalisateur macédonien.
Il a étudié à l'Académie des arts dramatiques de Belgrade et il est membre de l'Académie européenne de cinéma depuis 1997. Il a commencé sa carrière en 1974 en réalisant des documentaires. Son court-métrage Dae a été nommé aux Oscars en 1979 et son long-métrage de fiction Bonne Année 49, sorti en 1986, a reçu de nombreux prix, comme la Grande Arène d'or à Pula, et a été candidat pour représenter la Yougoslavie pour les Oscars. Il a également réalisé des clips musicaux, par exemple pour le groupe Leb i Sol.

## Filmographie

### Documentaires
- 1974 : Fire
- 1976 : Australia
- 1979 : Dae

### Fictions
- 1980 : The red horse
- 1986 : Bonne Année 49
- 1992 : Tattoo
- 1997 : Gypsy Magic